# Sneaky Pete Kleinow
Sneaky Pete Kleinow (20. srpna 1934 – 6. ledna 2007) byl americký hudebník. Narodil se ve městě South Bend v Indianě. Na střední škole začal hrát pod vlivem Jerryho Byrda na pedálovou steel kytaru. V roce 1963 se přestěhoval do Los Angeles, kde nejprve pracoval v oblasti televizního a filmového průmyslu. Později se začal věnovat výhradně hudbě. Řadu let byl členem kapely The Flying Burrito Brothers a spolupracoval s mnoha hudebníky, mezi které patří například Frank Zappa, Leonard Cohen, Jennifer Warnes či skupiny The Byrds a Little Feat. Ke konci života trpěl Alzheimerovou chorobou. Zemřel roku 2007 ve věku 72 let.